# Richard H. Price
Richard H. Price (født 1. marts 1943 i New York, USA) er en førende amerikansk fysiker, som er mest kendt for sit arbejde inden for generel  relativitetsteori. Han blev student fra Stuyvesant High School i 1960 og fortsatte med et tage en dobbelt akademisk grad i fysik og ingeniørfag ved Cornell University. Han tog sin doktorgrad i 1971 ved Caltech University under vejledning af Kip Thorne. Han har tilbragt størstedelen af sin karriere ved University of Utah, men arbejder fra 2004 ved Center for Gravitational Wave Astronomy ved University of Texas i  Brownsville. 
Price er sandsynligvis mest kendt for det resultat i 1972, som nu kendes som "Prices teorem". I uformel formulering udtrykkes teoremet således: inhomogeniteter i rumtidens geometri uden for et sort hul vil forsvinde ved stråling. (Fordi sådanne inhomogeniteter kan kvantificeres som ikke-nul multipol-momenter af højere grad). Prices teorem forklarer, hvordan teoremet om, at Sorte huller har ingen hår, bliver håndhævet. Price foretog også grundlæggende numeriske simulationer, som beskrev et præcist scenarie for udsendelse af gravitationsstråling ved sammensmeltning af to kompakte objekter (som f.eks. to sorte huller). Disse simulationer har  været en betydelig drivkraft for udviklingen af gravitationsbølge-detektorer som LIGO.
Price er medforfatter til tre kendte bøger om emnet generel relativitet. 